# Gmina Civljane
Gmina Civljane (chorw. Općina Civljane) – gmina w Chorwacji, w żupanii szybenicko-knińskiej. W 2011 roku liczyła  239 mieszkańców.